# Hocine Harrouche
Hocine Harrouche, né le 9 décembre 1987 à Alger, est un footballeur algérien évoluant au poste de milieu de terrain.

## Palmarès
- Avec le  RC Arbaa : 
  - Finaliste de la Coupe d'Algérie en 2015